# Anne-Li Norberg
Anne-Li Ingvarsdotter Norberg (født 5. oktober 1953, død 17. august 2018) var en svensk skuespillerinde.
Norberg dimitterede i 1978 fra Teaterhögskolan i Malmö, hvor hun gik i samme klasse som blandt andre Rolf Lassgård. Hun var ansat på Folkteatern i Göteborg fra 1979 til 1980. Fra 1987 arbejdede Norberg som freelance og optrådte på en række forskellige scener, herunder Stockholms stadsteater, Riksteatern og Uppsala stadsteater. Norberg var desuden uddannet dramapædagog, hvor hun underviste på Södra Latin i Stockholm.

## Privatliv
Fra 1970'erne til 1980'erne var Anne-Li Norberg i et forhold med skuespilleren Peter Haber. Sammen fik de datteren Nina Haber (født 1985), der også er skuespiller.
Norberg døde 64 år gammel af kræft den 17. august 2018.

## Udvalgt filmografi
- Venus 90 (1988)
- Black Jack (1990)
- Sunes sommer (1993)
- Politimorderen (1994)
- Tre kronor (tv-serie, 1995)
- Zonen (tv-serie, 1996)
- Skærgårdsdoktoren (tv-serie, 1997)
- Rederiet (tv-serie, 1998)
- En sang for Martin (2001)
- Beck (tv-serie, 2001)
- Olivia Twist (tv-serie, 2002)
- Ørnen (tv-serie, 2005)
- Kommissionen (tv-serie, 2005)
- Min kones første elsker (2006)
- Uskyldigt dømt (tv-serie, 2008)
- Vores venners liv (tv-serie, 2010)
- Maria Wern (tv-serie, 2011)
- The Girl with the Dragon Tattoo (2011)
- Mord i Skærgården (tv-serie, 2012)
- Ægte mennesker (tv-serie, 2013-2014)
- Tykkere end vand (tv-serie, 2014)
- Solsidan (tv-serie, 2015)